# Pittsfield, Massachusetts

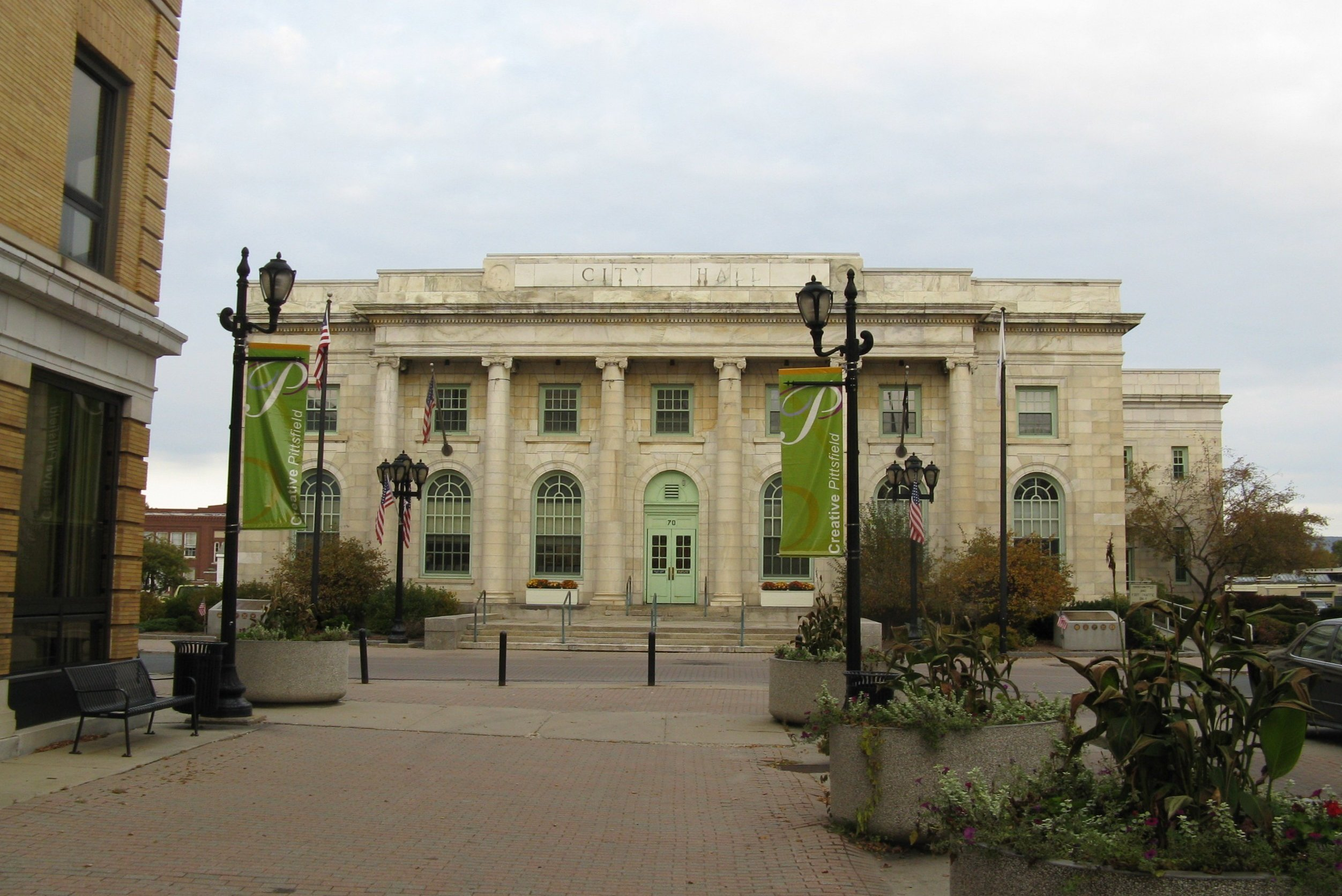

Pittsfield, Massachusetts là một thành phố lớn nhất quận quận Berkshire trong tiểu bang thịnh vượng chung Massachusetts, Hoa Kỳ. Thành phố có tổng diện tích 109.6 km², trong đó diện tích đất là 105.5 km². Theo điều tra dân số Hoa Kỳ năm 2010, thành phố có dân số 44.737 người. Mặc dù dân số đã giảm trong những thập kỷ gần đây, Pittsfield vẫn là thành phố lớn thứ ba ở Tây Massachusetts, chỉ sau Springfield và Chicopee.
Pittsfield là thành phố chính của các khu vực thống kê đô thị Pittsfield, Massachusetts bao gồm tất cả của quận Berkshire. Mã vùng của nó là 413. Mã bưu điện là 01201 (01202 và 01203 là mã số bưu điện cho Pittsfield hộp bưu điện chỉ). 
Năm 2005, nông dân bảo hiểm xếp hạng Pittsfield 20 tại Hoa Kỳ là "nơi an toàn To Live" trong số các thị trấn nhỏ với ít hơn 150.000 cư dân. [2] Năm 2006, tạp chí 